# Красноречка (Житомирская область)
Красноречка (укр. Краснорічка) — село на Украине, находится в Хорошевском районе Житомирской области.
Население по переписи 2001 года составляет 38 человек. Почтовый индекс — 12130. Телефонный код — 4145. Занимает площадь 4,6 км².

## Адрес местного совета
12130, Житомирская область, Хорошевский р-н, с. Небеж, ул. Щорса, 1